# Campionats del món de ciclisme en ruta de 1974
Els Campionats del món de ciclisme en ruta de 1974 es disputaren del 21 al 25 d'agost de 1974 a Mont-real, Canadà.

## Resultats
| Proves :                            | Or                                                                               | Or         | Argent                                                                                         | Argent | Bronze                                                                                           | Bronze   |
| Masculines                          |                                                                                  |            |                                                                                                |        |                                                                                                  |          |
| Cursa en línia masculina detalls    | Eddy Merckx · Bèlgica                                                            | 6h 52' 22" | Raymond Poulidor · França                                                                      | + 2"   | Mariano Martinez · França                                                                        | + 37"    |
| Cursa en línia masculina amateur    | Janusz Kowalski · Polònia                                                        | 4h 43' 10" | Ryszard Szurkowski · Polònia                                                                   | m. t.  | Michel Kuhn · Suïssa                                                                             | m. t.    |
| Contrarellotge per equips masculins | Suècia · Lennart Fagerlund · Bernt Johansson · Tord Filipsson · Sven-Åke Nilsson | 2h 12' 22" | Unió Soviètica · Guennadi Kómnatov · Rinat Szarafaoulin · Vladimir Kaminski · Valery Chaplygin | + 12"  | Alemanya de l'Est · Hans-Joachim Hartnick · Karl Dietrich Diers · Horst Tischoff · Gerhard Lauke | + 2' 53" |
| Femenines                           |                                                                                  |            |                                                                                                |        |                                                                                                  |          |
| Cursa en línia femenina detalls     | Geneviève Gambillon · França                                                     | 1h 47' 36" | Baiba Caune · Unió Soviètica                                                                   | m. t.  | Keetie Hage · Països Baixos                                                                      | m. t.    |

## Medaller
| Posició | País              | Or | Plata | Bronze | Total |
| 1       | França            | 1  | 1     | 1      | 3     |
| 2       | Polònia           | 1  | 1     | 0      | 2     |
| 3       | Suècia            | 1  | 0     | 0      | 1     |
| 3       | Bèlgica           | 1  | 0     | 0      | 1     |
| 5       | Unió Soviètica    | 0  | 2     | 0      | 2     |
| 6       | Alemanya de l'Est | 0  | 0     | 1      | 1     |
| 6       | Suïssa            | 0  | 0     | 1      | 1     |
| 6       | Països Baixos     | 0  | 0     | 1      | 1     |
| Total   | Total             | 4  | 4     | 4      | 12    |